# Capsicum galapagoense
Capsicum galapagoense ist eine Pflanzenart aus der Gattung Paprika (Capsicum) in der Familie der Nachtschattengewächse (Solanaceae). Sie kommt endemisch auf den Galápagos-Inseln vor.

## Beschreibung
Capsicum galapagoense ist eine 1 bis 4 m hoch werdende krautige oder als Strauch wachsende Pflanze. Die gesamte Pflanze ist dicht filzig behaart. Die Laubblätter besitzen 5 bis 20 mm lange, kräftige Blattstiele und eine breit elliptisch-eiförmige, 10 bis 35 (selten bis 40) mm lange und 6 bis 20 mm breite Blattspreite. Nach vorn sind die Blätter leicht zugespitzt oder etwas spitz, die Blattbasis ist abgerundet bis breit keilförmig.
Die Blüten stehen einzeln an Blütenstielen, die etwa ähnlich lang sind wie die Blattstiele der sie umgebenden Laubblätter. Der Kelch ist glockenförmig, 2,3 bis 2,6 mm lang und etwa genauso breit. Er kann mit kurzen, abgerundeten und bis zu 0,5 mm langen Zähnen besetzt sein, die an der Basis 1 bis 1,5 mm breit und dicht wollig behaart sind. Die Krone ist reinweiß, sternförmig, wird 5 bis 6 mm lang und misst 8 bis 10 mm im Durchmesser. Die Kronlappen sind spitz und stehen aufrecht. Die Spitzen und der obere Rand ist fein und dicht mit kurzen flaumhaarigen bis drüsigen Trichomen besetzt. Die weißlichen Staubbeutel sind kürzer als die Staubfäden.
Die Früchte sind kugelförmige oder leicht abgeflachte, orange-rot gefärbte Beeren, die gelblich glänzende Samen enthalten.

## Vorkommen
Die Art kommt endemisch auf den Galápagos-Inseln vor und wächst an feuchten Standorten im Schatten von Bäumen oder Sträuchern.

## Systematik
Innerhalb der Gattung Capsicum gehört die Art zu der Gruppe mit einer Chromosomenzahl von 2n=24. Untersuchungen des Karyotyps platzieren die Art nahe zu Capsicum annuum, Capsicum frutescens, Capsicum chinense und Capsicum chacoense. Diese Arten ähneln sich durch einfarbig weiße oder cremefarbene, sternförmige Blütenkronen und gelblich gefärbte Samen, sowie oftmals rot gefärbte Früchte.

## Botanische Geschichte
Die Art wurde 1911 von Alban Stewart als Brachistus pubescens erstbeschrieben. Die Erstbeschreibung erfolgte auf Grundlage dreier Sammlungen von zwei verschiedenen Standorten, die Steward während einer von der California Academy of Sciences organisierten Expedition auf den Galapagos-Inseln vom 24. September 1905 und dem 25. September 1906 vornahm. Die ersten beiden Sammlungen stammen von der Insel Isabela, die dritte Sammlung von San Salvador.
Die Zuordnung zur Gattung Capsicum wurde später sowohl von Charles B. Heiser und Paul G. Smith als auch von Armando Hunziker erkannt. Da bereits eine Art unter dem Namen Capsicum pubescens beschrieben war, musste bei der Einordnung in die Gattung ein neuer Name gewählt werden. Hunziker veröffentlichte 1956 die Art als Capsicum galapagoense, Heiser und Smith 1958 als Capsicum galapagense. Vorzug hat der ältere Name von Hunziker. Da Stewart bei der Erstbeschreibung mehrere gesammelte Exemplare angab und keinen Holotypus bestimmte, wurde 2011 von Gloria E. Barboza der im Herbarium der California Academy of Sciences aufbewahrte Herbarbeleg des zweiten von Isabela stammenden Exemplars als Lectotypus bestimmt. Dieser ist das am besten erhaltene Exemplar der Sammlung, enthält sowohl eine Blüte als auch mehrere Blütenknospen und Früchte.

## Nachweise